# Leo Valiani
Leo Valiani (ur. 9 lutego 1909 w Fiume, zm. 18 września 1999 w Mediolanie) – włoski polityk i dziennikarz, uczestnik ruchu oporu w okresie II wojny światowej, senator dożywotni.

## Życiorys
Urodził się jako Leo Weiczen w Rijece. Pod koniec lat 20. sympatyzował z komunistami. W 1930 za działalność antyfaszystowską został skazany na karę pięciu lat pozbawienia wolności. Po zwolnieniu wyemigrował z kraju, w okresie hiszpańskiej wojny domowej walczył po tzw. stronie republikańskiej. Po porażce wyjechał do Francji, a następnie do Meksyku. Po ujawnieniu paktu Ribbentrop-Mołotow zerwał z partią komunistyczną.
W czasie II wojny światowej uczestniczył we włoskim antyfaszystowskim ruchu oporu. Wziął udział w zorganizowanym w Szwajcarii spotkaniu przywódców niejawnych organizacji z amerykańskimi oficerami służb specjalnych (w tym Allenem Dullesem). Działał w nielegalnym komitecie wyzwolenia narodowego (Comitato di Liberazione Nazionale). Przystąpił też do socjaldemokratycznej Partito d'Azione. Wiosną 1945 współorganizował powstanie na północy Włoch, był jednym z sygnatariuszy dokumentu zawierającego rozkaz egzekucji Benita Mussoliniego.
W 1946 został posłem do powołanej po II wojnie światowej konstytuanty (Assemblea Costituente della Repubblica Italiana), która działała do 1948. Po zakończeniu kadencji poświęcił się badaniom historycznym. Związał się też na kilka lat z libertariańskim ugrupowaniem radykałów, a w latach 80. przystąpił do Włoskiej Partii Republikańskiej. Przez kilkadziesiąt lat pisywał dla „l’Espresso”, współpracował też z „Il Mondo” i „Corriere della Sera”.
12 stycznia 1980 prezydent Włoch Sandro Pertini w uznaniu zasług powierzył mu godność dożywotniego senatora. Leo Valiani zasiadał w Senacie VIII, IX, X, XI, XII i XIII kadencji, tj. do czasu swojej śmierci.